# Honkbal hoofdklasse

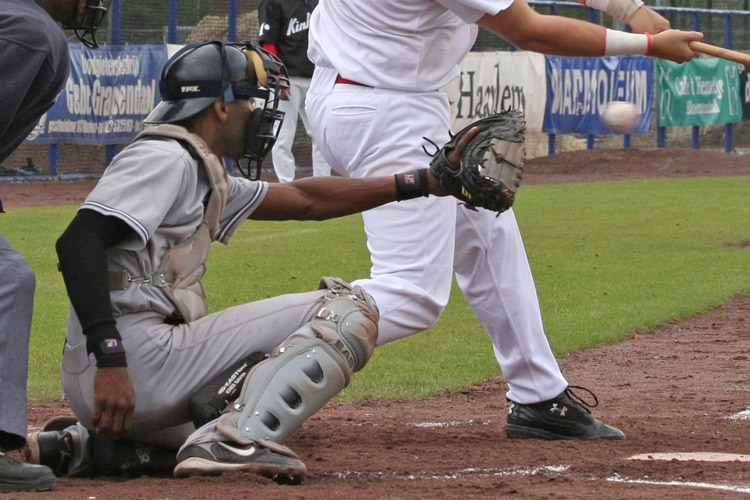
Kinheim vs Neptunus (2007)

De Honkbal hoofdklasse is sinds 1958 de hoogste honkbalcompetitie in Nederland. Dat jaar werd deze competitie door de toenmalige Koninklijke Nederlandse Honkbal Bond (KNHB) boven de toenmalige Eerste klasse geplaatst. Deze klasse was vanaf de invoering in 1922 tot en met 1957 (exclusief 1945 toen in nood-competities werd gespeeld) 35 seizoenen de hoogste honkbaldivisie. De hoofdklasse wordt sinds 1971 door de KNBSB georganiseerd.
Tot en met 1986 was de winnaar van de hoogste bondscompetitie tevens de landskampioen, uitgezonderd in de jaren 1972 en 1973 waarin in een "Holland Serie" (finale over een best-of-5 serie) om de titel werd gestreden. Sinds 1987 wordt het kampioenschap van Nederland beslist in de Holland Series.
Onder de hoofdklasse is vanaf 2021 de 1e klasse weer het tweede niveau. Eerder was dit ook het geval van 1958-1986 en 2001-2009. In de tussenliggende perioden (1987-2000 en 2010-2020) was dit de Overgangsklasse.
Competitie opzet
De competitie loopt doorgaans van begin april tot begin oktober. De reguliere competitie wordt gespeeld met thuis- en uitwedstrijden. Als deze afgelopen is volgen de play-offs. Hierin wordt bepaald welke twee teams doorgaan naar de Holland Series. Door de jaren heen zijn er diverse varianten toegepast om de finalisten te bepalen. Dit zelfde gold voor het bepalen van de degradant(en) uit en/of promovendus(sen) naar de hoofdklasse.

## Eerste klasse
In 1922 startte de Nederlandse Honkbal Bond (NHB) met honkbal in competitieverband. Het eerste jaar namen er vier Amsterdamse verenigingen aan deel. De eerste teams van Ajax, Blauw-Wit, Hercules en Quick vormden de eerste klasse, hun tweede elftallen de tweede klasse. In het tweede jaar haakte Hercules af en nam Concordia (de honkbalafdeling van de AMVJ uit Amsterdam) hun plaats in, hun tweede team nam deel in de tweede klasse. In deze klasse maakte SC Haarlem als eerste niet-Amsterdamse club hun debuut in de honkbalcompetitie en in 1924 werden ze in de eerste klasse ingedeeld. Tot en met 1954 kwamen 22 verschillende clubs enkel en alleen uit Amsterdam of Haarlem in de Eerste klasse uit. In 1955 -het 33e competitiejaar en inmiddels uitgebreid tot zestien deelnemende verenigingen uitkomend in twee groepen van acht- kwam Sparta als eerste niet-Amsterdamse/Haarlemse club uit in de hoogste klasse.
Na de invoering van de Hoofdklasse in 1958 met acht teams, werd de Eerste klasse -tot 1987- het tweede niveau met daarin ook acht deelnemende teams. Van 1987-2000 werd de Eerste klasse het derde niveau (met de herinvoering van de overgangsklasse op het tweede niveau). Van 2001-2009 was de Eerste klasse weer het tweede niveau, en werd vervolgens vanaf 2010 weer (wederom met herinvoering van de overgangsklasse op het tweede niveau) het derde niveau.
In de 35 seizoenen van de Eerste klasse (1922-1957, exclusief 1945 toen in nood-competities werd gespeeld) als hoogste honkbalcompetitie kwamen 26 verschillende clubs uit in de Eerste klasse. Naast Hercules in 1922 kwam in 1930 het tweede team van Ajax (Ajax-B) ook eenmalig uit op het hoogste niveau, evenals Seagulls in 1939 en DEC in 1955.
Seagulls was een team van in Amsterdam studerende jongeren uit Salt Lake City, USA. Dit debuterend team in competitieverband werd direct in de eerste klasse geplaatst vanwege hun prestaties die zij in de vriendschappelijke wedstrijden tegen de eerste klasseclubs in het voorgaande jaar hadden geleverd. Dat dit 'terecht' was bleek uit behalen van het landskampioenschap. Naar aanleiding van het uitbreken van WO-II viel dit team uiteen en nam in 1940 -en daarna- niet meer aan de competitie deel.

## Hoofdklasse
In 1958 werd er gestart met acht teams. Van de zestien Eerste klassers in 1957 plaatsten de top-4 van de groepen A en B zich voor de Hoofdklasse; dit waren de landskampioen en kampioen van 1B, Schoten, de kampioen van 1A, HHC (beide uit Haarlem) en EDO, EHS (beide ook uit Haarlem), De Volewijckers, OVVO, VVGA (alle drie uit Amsterdam) en Sparta (uit Rotterdam). Van deze acht waren EHS, HHC, OVVO, Schoten en VVGA een of meerdere keren landskampioen geweest. EDO werd de eerste hoofdklasse kampioen en behaalde daarmee, als twaalfde club, hun eerste landstitel.
Tot en met 1976 bestond de hoofdklasse uit acht deelnemers, evenals van 1992-1997 en vanaf 2005. In de tussenliggende periodes (1977-1991 en 1998-2004) bestond de hoofdklasse uit tien teams. Vanaf het seizoen 2022 is de Hoofdklasse voor een aantal jaren een gesloten competitie met negen deelnemende teams. Voor het seizoen 2025 trok Quick Amersfoort zich hieruit terug.
Er zijn zes jaren met een uitzondering op de reguliere deelname. In 1964 namen er zeven teams deel als gevolg van de fusie van de beide hoofdklassers EDO en EHS tot Haarlem Nicols voor aanvang van het nieuwe seizoen. In 1986 namen er elf teams deel als gevolg van een gewonnen protest van het gedegradeerde Kinheim welke daarop alsnog tot de hoofdklasse werd toegelaten. In 2000 en 2004 namen negen teams deel na terug trekking van respectievelijk HSC Tilburg en PSV. Ook in 2007 namen er negen teams deel, ditmaal als gevolg van de competitie opzet in 2006 waaruit geen degradatie volgde en de kampioen van de Eerste klasse, mits voldaan werd aan de hoofdklasse eisen, het recht had om te promoveren. Kampioen RCH-Pinguins voldeed hieraan. In 2017 namen er zeven teams deel als gevolg van de terugtrekking van Kinheim.
In de 68 seizoenen van de Hoofdklasse (1958-2025) kwamen 39 verschillende clubteams uit in deze competitie, waarvan twaalf clubs een of meerdere seizoenen in de Eerste klasse op het hoogste niveau hebben gespeeld. In 2020 nam er voor het eerst een gecombineerd team deel, DSS/Kinheim, evenals in 2022 en 2023.
De honkbalafdeling van De Volewijckers, in 1957 debutant in de eerste klasse, was de eerste degradant en de eerste club in een rij van zes die een enkel seizoen in de hoofdklasse uitkwam. Na hen volgden Terrasvogels (1970), HSV Euro Stars (1978), Tex Town Tigers (1981), The Herons (1983) en HSC Tilburg (1999).

## Landskampioenen
Tot en met 1986 was de winnaar van de hoogste bondscompetitie (vanaf 1958 de hoofdklasse) tevens de landskampioen. Uitzonderingen hierop zijn de negen titels van 1926, 1943, 1945, 1953-1957 en 1986.
In 1926 werd de landstitel beslecht in twee beslissingswedstrijden tussen de gelijk geëindigde clubs in de competitie, in 1943 gebeurde dit weer, alleen werd er één wedstrijd gespeeld. Ook in de nood-competitie van 1945 werd de landstitel in één beslissingswedstrijd gespeeld, tussen de winnaars van de "poule Amsterdam" en "poule Haarlem". Van 1953-1957 werd het kampioenschap beslist tussen de nummers-1 van de Eerste klasse A en B. In 1986 werd de winnaar van de kampioenspoule (play-offcompetitie tussen de top-6 van de reguliere competitie) landskampioen.
Vanaf 1987 wordt het landkampioenschap beslist in de Holland Series. Uitzondering is 1988 toen was beoogd de winnaar van de reguliere competitie en de winnaar van de kampioenspoule (top-6 van de competitie) de Holland Serie te laten spelen, mits dit twee verschillende clubs waren. Haarlem Nicols won beide competities en werd daarmee direct landskampioen. Het seizoen 2020 kent geen kampioen in verband met het voortijdig afbreken van de competitie (specifiek Holland Series) van wege strengere maatregelen van overheidswege inzake de heersende coronapandemie.

### Beslissingswedstrijden om landskampioenschap
| Jaar | Kampioen  | Uitslag(en)      | Finalist  |                        |
| --- | --------- | ---------------- | --------- | ---------------------- |
| 1926 | AGHC      | 5-2, 5-2         | Concordia |                        |
| 1943 | Blauw-Wit | 001-0            | Ajax      |                        |
| 1945 | Blauw-Wit | 002-0            | Schoten   |                        |
| 1953 | OVVO      | 002-0            | HHC       |                        |
| 1954 | EHS       | 3-1, 2-2         | Blauw-Wit |                        |
| 1955 | OVVO      | 1-3, 10-0, 2-0 * | VVGA      | * beslissingswedstrijd |
| 1956 | Schoten   | 0-3, 7-2         | HHC       |                        |
| 1957 | Schoten   | 5-2, 2-2         | HHC       |                        |
| 1926, 1943: tussen nummer 1 en 2 competitie (gelijk geëindigd in punten) 1945: tussen nummers-1 nood-competities Amsterdam en Haarlem 1953-1957: tussen nummers-1 Eerste klasse A en B |           |                  |           |                        |

### Meeste titels
In 1943 behaalde Blauw-Wit de zesde titel, in de drie opeenvolgende jaren werd dit aantal verhoogd naar negen. In 1974 evenaarde Sparta Rotterdam het aantal van negen landstitels. De Haarlem Nicols, in 1994 failliet gegaan, volgde in 1984. In 1985 werd Nicols alleen recordhouder en in 1989 werd de twaalfde titel gewonnen. In 2009 evenaarde het Rotterdamse Neptunus dit aantal. In 2010 behaalde Neptunus hun dertiende titel en werd daarmee alleen recordhouder, van 2013-2018 werd het recordaantal verhoogd tot negentien, in 2024 volgde de 20e titel.
Sinds 1922 behaalden 21 clubs een of meerdere keren de landstitel in het honkbal.
| Titels | Club                                            |
| ------ | ----------------------------------------------- |
| 0020   | Neptunus                                        |
| 0012   | Haarlem Nicols                                  |
| 0009   | Blauw-Wit, Sparta Rotterdam                     |
| 0007   | Amsterdam Pirates                               |
| 0006   | OVVO                                            |
| 0005   | SC Haarlem, Schoten, Kinheim                    |
| 0004   | Ajax                                            |
| 0003   | Quick, EHS, Amstel Tijgers, HCAW                |
| 0002   | AGHC                                            |
| 0001   | VVGA, HHC Haarlem, Seagulls, EDO, ADO, Pioniers |

## Deelname

### Competitie 2025
In 2025 nemen onderstaande acht teams deel in de Hoofdklasse waarvan de reguliere competitie loopt van 10 april tot en met 20 juli, gevolgd door de play-offs en de Holland Series die op 14 september zijn de zevende wedstrijd kent.
Amsterdam Pirates
Curaçao Neptunus, Rotterdam
Kinheim, Haarlem *
HCAW, Bussum
Hoofddorp Pioniers
RCH-Pinguins, Heemstede
Oosterhout Twins
UVV, Utrecht
* Kinheim kwam van 2020-2024 uit in een samengesteld team met DSS.
Quick Amersfoort trok zich terug en komt in 2025 uit in de Eerste Klasse.

### All-time overzicht
N.B. Betreft hoogste divisie (1e klasse 1922-1957 -exclusief 1945- en hoofdklasse 1958-2025).
|  | = Deelnemer in 2025 |

| Club                                                   | Plaats     | AD | P | Periode(s)                                       |
| ------------------------------------------------------ | ---------- | -- | - | ------------------------------------------------ |
| HCAW (inclusief HCAW/Tijgers; 6/89-94)                 | Bussum     | 58 | 2 | 67-82, 84-25                                     |
| Neptunus                                               | Rotterdam  | 46 | 2 | 79-84, 86-25                                     |
| HCK / Kinheim                                          | Haarlem    | 45 | 9 | 49, 54-57, 66, 68-69, 72 76-80, 85-86, 89-16, 25 |
| ADO (inclusief Tornado's; 4/02-05, AdoLakers; 3/12-14) | Den Haag   | 41 | 4 | 71, 73-78, 80-87, 89-14                          |
| Pirates (inclusief Expos; 4/98-01)                     | Amsterdam  | 41 | 2 | 82-94, 98-25                                     |
| Ajax                                                   | Amsterdam  | 39 | 4 | 22-50, 53-57, 64-67, 71-72                       |
| Sparta                                                 | Rotterdam  | 38 | 3 | 55-79, 82-92, 96-97                              |
| Pioniers                                               | Hoofddorp  | 37 | 4 | 84, 86-87, 91, 93-25                             |
| VVGA                                                   | Amsterdam  | 35 | 1 | 30-65                                            |
| Blauw-Wit                                              | Amsterdam  | 34 | 2 | 22-55, 57                                        |
| HHC                                                    | Haarlem    | 32 | 1 | 32-64                                            |
| Schoten                                                | Haarlem    | 32 | 2 | 41-68, 74-78                                     |
| OVVO                                                   | Amsterdam  | 32 | 2 | 47-77, 85                                        |
| SC Haarlem                                             | Haarlem    | 30 | 2 | 24-52; 56-57                                     |
| Nicols                                                 | Haarlem    | 30 | 1 | 64-93                                            |
| UVV                                                    | Utrecht    | 25 | 5 | 60-61, 63, 77-88, 11-17, 23-25                   |
| EDO                                                    | Haarlem    | 24 | 4 | 35-48, 50-51, 54-59, 61-63                       |
| Quick                                                  | Amersfoort | 21 | 4 | 76-81, 83, 90-96, 18-24                          |
| Quick                                                  | Amsterdam  | 20 | 3 | 22-32, 34-37, 41-46                              |
| RCH-Pinguins (inclusief RCH; 10/tot 2000)              | Heemstede  | 19 | 6 | 38, 51-54, 56, 97-02, 07-09, 22-25               |
| Twins                                                  | Oosterhout | 18 | 3 | 94-99, 03-04, 16-25                              |
| Giants (inclusief New Giants; 1/89)                    | Diemen     | 15 | 2 | 73-74, 77-89                                     |
| Sparta/Feyenoord                                       | Rotterdam  | 15 | 1 | 98-12                                            |
| ABC (inclusief AFC; 2/39-40)                           | Amsterdam  | 14 | 3 | 39-40, 52-57, 65-70                              |
| Storks                                                 | Den Haag   | 14 | 4 | 67-73, 75, 79, 18-22                             |

| Club                                    | Plaats         | AD | P | Periode(s)       |
| --------------------------------------- | -------------- | -- | - | ---------------- |
| Amstel Tijgers                          | Amsterdam      | 11 | 1 | 78-88            |
| AMVJ (inclusief Concordia; 7/23-29)     | Amsterdam      | 10 | 2 | 23-30, 32-33     |
| EHS                                     | Haarlem        | 10 | 1 | 54-63            |
| Almere'90 (inclusief asc Xanthos; 1/00) | Almere         | 09 | 2 | 00-07, 10        |
| ZRC                                     | Amsterdam      | 08 | 1 | 27-34            |
| Feyenoord                               | Rotterdam      | 08 | 2 | 69-75, 80        |
| PSV                                     | Eindhoven      | 07 | 3 | 88-90, 98, 01-03 |
| De Spartaan                             | Amsterdam      | 06 | 3 | 81-82, 89-91, 95 |
| Kennemerland                            | Haarlem        | 05 | 1 | 53-57            |
| TIW                                     | Amsterdam      | 05 | 1 | 53-57            |
| DSS                                     | Haarlem        | 05 | 1 | 15-19            |
| DSS/Kinheim                             | Haarlem        | 05 | 1 | 20-24            |
| AGHC                                    | Amsterdam      | 04 | 2 | 26-27; 30-31     |
| TOGO                                    | Amsterdam      | 04 | 1 | 30-33            |
| TYBB                                    | Haarlem        | 04 | 1 | 54-57            |
| WV-HEDW                                 | Amsterdam      | 03 | 2 | 59-60, 62        |
| The Hawks                               | Dordrecht      | 03 | 1 | 13-15            |
| HFC                                     | Haarlem        | 02 | 1 | 55-56            |
| De Volewijckers                         | Amsterdam      | 02 | 1 | 57-58            |
| HVA                                     | Amsterdam      | 02 | 1 | 65-66            |
| Hercules                                | Amsterdam      | 01 | 1 | 22               |
| Ajax-B                                  | Amsterdam      | 01 | 1 | 30               |
| Seagulls                                | Amsterdam      | 01 | 1 | 39               |
| DEC                                     | Amsterdam      | 01 | 1 | 55               |
| Terrasvogels                            | Santpoort-Zuid | 01 | 1 | 70               |
| HSV Euro Stars                          | Rotterdam      | 01 | 1 | 78               |
| Tex Town Tigers                         | Enschede       | 01 | 1 | 81               |
| The Herons                              | Heerhugowaard  | 01 | 1 | 83               |
| HSC Tilburg                             | Tilburg        | 01 | 1 | 99               |

### Deelname per jaar
| Jaar          | AD | Deelnemende clubs |
| Eerste klasse | Eerste klasse                                                                                          | Eerste klasse |
| ------------- | --- | --- |
| 1922          | 04 | Ajax, Blauw-Wit, Hercules, Quick |
| 1922          | 04 | eerste 4 deelnemers in 1e klasse, allen uit Amsterdam; hun 2e teams vormden de 2e klasse |
| 1923          | 04 | Ajax, Blauw-Wit, Concordia *, Quick |
| 1924          | 05 | Ajax, Blauw-Wit, Concordia, Quick, SC Haarlem * |
| 1924          | 05 | * ging na fusie met HHC in 1976 op in Sparks Haarlem |
| 1925          | 05 | Ajax, Blauw-Wit, Concordia, Quick, SC Haarlem |
| 1926          | 06 | AGHC, Ajax, Blauw-Wit, Concordia, Quick, SC Haarlem |
| 1927          | 07 | AGHC, Ajax, Blauw-Wit, Concordia, Quick, SC Haarlem, ZRC * |
| 1927          | 07 | honkbalteam van vv ZRC, later opgegaan in VV ZRC Herenmarkt |
| 1928          | 06 | Ajax, Blauw-Wit, Concordia, Quick, SC Haarlem, ZRC |
| 1929          | 06 | Ajax, Blauw-Wit, Concordia, Quick, SC Haarlem, ZRC |
| 1930 *        | 10 | A) AGHC, Ajax-A, AMVJ *, SC Haarlem, TOGO B) Ajax-B, Blauw-Wit, Quick, VVGA, ZRC |
| 1930 *        | 10 | * AMVJ nam eerder deel als Concordia |
| 1931 *        | 08 | A) AGHC, Ajax, Quick, SC Haarlem B) Blauw-Wit , TOGO, VVGA, ZRC |
| 1932 *        | 09 | A) Ajax, AMVJ, SC Haarlem, Quick, VVGA B) Blauw-Wit, HHC *, TOGO, ZRC |
| 1932 *        | 09 | * ging na fusie met SC Haarlem in 1976 op in Sparks Haarlem |
| 1933 *        | 08 | A) Ajax, Blauw-Wit, SC Haarlem, ZRC B) AMVJ, HHC, TOGO, VVGA |
| 1933 *        | 08 | * 1930-1933: per poule hele competitie + 1× tegen elk team in andere poule bepaalde de eindstand |
| 1934          | 07 | Ajax, Blauw-Wit, HHC, Quick, SC Haarlem, VVGA, ZRC |
| 1935          | 07 | Ajax, Blauw-Wit, EDO, HHC, Quick, SC Haarlem, VVGA |
| 1936          | 07 | Ajax, Blauw-Wit, EDO, HHC, Quick, SC Haarlem, VVGA |
| 1937          | 07 | Ajax, Blauw-Wit, EDO, HHC, Quick, SC Haarlem, VVGA |
| 1938          | 07 | Ajax, Blauw-Wit, EDO, HHC, RCH, SC Haarlem, VVGA |
| 1939          | 08 | AFC, Ajax, Blauw-Wit, EDO, HHC, Seagulls *, SC Haarlem, VVGA |
| 1939          | 08 | Seagulls: team van in Amsterdam studerende jongeren uit Salt Lake City, USA werd als debuterend team direct in de eerste klasse geplaatst                                                                                |
| 1940          | 07 | AFC, Ajax, Blauw-Wit, EDO, HHC, SC Haarlem, VVGA |
| 1941          | 08 | Ajax, Blauw-Wit, EDO, HHC, Quick, SC Haarlem, Schoten, VVGA |
| 1942          | 08 | Ajax, Blauw-Wit, EDO, HHC, Quick, SC Haarlem, Schoten, VVGA |
| 1943          | 08 | Ajax, Blauw-Wit, EDO, HHC, Quick, SC Haarlem, Schoten, VVGA |
| 1944          | 08 | Ajax, Blauw-Wit, EDO, HHC, Quick, SC Haarlem, Schoten, VVGA |
| 1945 *        | 00 | Amsterdam) ABC, Ajax, Blauw-Wit, De Spartaan, DWS, OVVO, Quick, VVGA, Zeeburgia Haarlem) HHC, Schoten, ?????? |
| 1945 *        | 00 | * 1945: nood-competitie waarin eerste- en overgangsklassers -seizoen 1944- gezamenlijk uit kwamen in een poule Amsterdam en poule Haarlem; beide poule winnaars streden in beslissingwedstrijd om het landskampioenschap |
| 1946          | 08 | Ajax, Blauw-Wit, EDO, HHC, Quick, SC Haarlem, Schoten, VVGA |
| 1947          | 08 | Ajax, Blauw-Wit, EDO, HHC, OVVO, SC Haarlem, Schoten, VVGA |
| 1948          | 08 | Ajax, Blauw-Wit, EDO, HHC, OVVO, SC Haarlem, Schoten, VVGA |
| 1949          | 08 | Ajax, Blauw-Wit, HCK, HHC, OVVO, SC Haarlem, Schoten, VVGA |
| 1950          | 08 | Ajax, Blauw-Wit, EDO, HHC, OVVO, SC Haarlem, Schoten, VVGA |
| 1951          | 08 | Blauw-Wit, EDO, HHC, OVVO, RCH, SC Haarlem, Schoten, VVGA |
| 1952          | 08 | ABC *, Blauw-Wit, HHC, OVVO, RCH, SC Haarlem, Schoten, VVGA |
| 1952          | 08 | * ABC kwam eerder uit als AFC |
| 1953 *        | 10 | A) Ajax, OVVO, RCH, Schoten, TIW B) ABC, Blauw-Wit, HHC, Kennemerland, VVGA |
| 1953 *        | 10 | * 1953: per poule 1× tegen elkaar + 2× tegen elk team in andere poule (14 wedstrijden) bepaalde de poule eindstand; beide poule nummers-1 streden in beslissingswedstrijd om landskampioenschap                          |
| 1954          | 14 | A) Ajax, EHS, Kennemerland, OVVO, Schoten, TYBB, VVGA B) ABC, Blauw-Wit, EDO, HCK, HHC, RCH, TIW |
| 1955          | 16 | A) ABC, DEC, EHS, HCK, HHC, Schoten, Sparta, VVGA B) Ajax, Blauw-Wit, EDO, HFC, Kennemerland, OVVO, TIW, TYBB |
| 1956          | 16 | A) Ajax, EHS, HHC, Kennemerland, OVVO, RCH, Sparta, TYBB B) ABC, EDO, HCK, HFC, SC Haarlem, Schoten, TIW, VVGA |
| 1957          | 16 | A) Ajax, Blauw-Wit, EDO, EHS, HHC, TIW, TYBB, VVGA B) ABC, De Volewijckers, HCK, Kennemerland, OVVO, SC Haarlem, Schoten, Sparta,                                                                                        |
| Hoofdklasse   | | |
| 1958          | 08 | EDO, EHS, HHC, OVVO, Schoten, Sparta, De Volewijckers, VVGA |
| 1959          | 08 | EDO, EHS, HHC, OVVO, Schoten, Sparta, VVGA, WV-HEDW |
| 1960          | 08 | EHS, HHC, OVVO, Schoten, Sparta, UVV, VVGA, WV-HEDW |
| 1961          | 08 | EDO, EHS, HHC, OVVO, Schoten, Sparta, UVV, VVGA |
| 1962          | 08 | EDO, EHS, HHC, OVVO, Schoten, Sparta, VVGA, WV-HEDW |
| 1963          | 08 | EDO, EHS, HHC, OVVO, Schoten, Sparta, UVV, VVGA |
| 1964          | 07 | Ajax, HHC, Nicols *, OVVO, Schoten, Sparta, VVGA |
| 1964          | 07 | * fusie tussen hoofdklassers EDO en EHS |
| 1965          | 08 | ABC, Ajax, HVA, Nicols, OVVO, Schoten, Sparta, VVGA |
| 1966          | 08 | ABC, Ajax, HCK, HVA, Nicols, OVVO, Schoten, Sparta |
| 1967          | 08 | ABC, Ajax, HCAW, Nicols, OVVO, Schoten, Sparta, Storks |
| 1968          | 08 | ABC, HCAW, HCK, Nicols, OVVO, Schoten, Sparta, Storks |
| 1969          | 08 | ABC, Feyenoord, HCAW, HCK, Nicols, OVVO, Sparta, Storks |
| 1970          | 08 | ABC, Feyenoord, HCAW, Nicols, OVVO, Sparta, Storks, Terrasvogels |
| 1971          | 08 | ADO, Ajax, Feyenoord, HCAW, Nicols, OVVO, Sparta, Storks |
| 1972          | 08 | Ajax, Feyenoord, HCAW, HCK, Nicols, OVVO, Sparta, Storks |
| 1973          | 08 | ADO, Feyenoord, Giants *, HCAW, Nicols, OVVO, Sparta, Storks |
| 1973          | 08 | * fusie tussen Ajax (honkbal) + Giants Diemen |
| 1974          | 08 | ADO, Feyenoord, Giants, HCAW, Nicols, OVVO, Schoten, Sparta |
| 1975          | 08 | ADO, Feyenoord, HCAW, Nicols, OVVO, Schoten, Sparta, Storks |
| 1976          | 08 | ADO, HCAW, Kinheim *, Nicols, OVVO, Quick Amersfoort, Schoten, Sparta |
| 1976          | 08 | * Kinheim kwam eerder als HCK uit |
| 1977          | 10 | ADO, Giants, HCAW, Kinheim, Nicols, OVVO, Quick Amersfoort, Schoten, Sparta, UVV |
| 1978          | 10 | ADO, Amstel Tijgers *, Giants, HCAW, Euro Stars, Kinheim, Nicols, Quick Amersfoort, Sparta, UVV |
| 1978          | * Amstel Tijgers was in 1976 het eerste team van OVVO, in 1977 afgesplitst en gestart in eerste klasse | |
| 1979          | 10 | Amstel Tijgers, Giants, HCAW, Kinheim, Neptunus, Nicols, Quick Amersfoort, Sparta, Storks, UVV |
| 1980          | 10 | ADO, Amstel Tijgers, Feyenoord, Giants, HCAW, Kinheim, Neptunus, Nicols, Quick Amersfoort, UVV |
| 1981          | 10 | ADO, Amstel Tijgers, De Spartaan, Giants, HCAW, Neptunus, Nicols, Quick Amersfoort, Tex Town Tigers, UVV |
| 1982          | 10 | ADO, Amstel Tijgers, De Spartaan, Giants, HCAW, Neptunus, Nicols, Pirates, Sparta, UVV |
| 1983          | 10 | ADO, Amstel Tijgers, Giants, The Herons, Neptunus, Nicols, Pirates, Quick Amersfoort, Sparta, UVV |
| 1984          | 10 | ADO, Amstel Tijgers, Giants, HCAW, Neptunus, Nicols, Pioniers, Pirates, Sparta, UVV |
| 1985          | 10 | ADO, Amstel Tijgers, Giants, HCAW, Kinheim, Nicols, OVVO, Pirates, Sparta, UVV |
| 1986          | 11 | ADO, Amstel Tijgers, Giants, HCAW, Kinheim, Neptunus, Nicols, Pioniers, Pirates, Sparta, UVV |
| 1987          | 10 | ADO, Amstel Tijgers, Giants, HCAW, Neptunus, Nicols, Pioniers, Pirates, Sparta, UVV |
| 1988          | 10 | Amstel Tijgers, Giants, HCAW, Neptunus, Nicols, OVVO, Pirates, PSV, Sparta, UVV |
| 1989          | 10 | ADO, De Spartaan, New Giants *, HCAW/Tijgers *, Kinheim, Neptunus, Nicols, Pirates, PSV, Sparta |
| 1989          | 10 | * New Giants voortzetting van Giants Diemen in Almere; HCAW/Tijgers nieuwe fusie club (HCAW + Amstel Tijgers) |
| 1990          | 10 | ADO, De Spartaan, HCAW/Tijgers, Kinheim, Neptunus, Nicols, Pirates, PSV, Quick Amersfoort, Sparta |
| 1991          | 10 | ADO, De Spartaan, HCAW/Tijgers, Kinheim, Neptunus, Nicols, Pioniers, Pirates, Quick Amersfoort, Sparta |
| 1992          | 08 | ADO, HCAW/Tijgers, Kinheim, Neptunus, Nicols, Pirates, Quick Amersfoort, Sparta |
| 1993          | 08 | ADO, HCAW/Tijgers, Kinheim, Neptunus, Nicols, Pioniers, Pirates, Quick Amersfoort |
| 1994          | 08 | ADO, HCAW/Tijgers, Kinheim, Neptunus, Pioniers, Pirates, Quick Amersfoort, Twins |
| 1995          | 08 | ADO, De Spartaan, HCAW *, Kinheim, Neptunus, Pioniers, Quick Amersfoort, Twins |
| 1995          | 08 | * HCAW verder onder oude naam |
| 1996          | 08 | ADO, HCAW, Kinheim, Neptunus, Pioniers, Quick Amersfoort, Sparta, Twins |
| 1997          | 08 | ADO, HCAW, Kinheim, Neptunus, Pioniers, RCH, Sparta, Twins |
| 1998          | 10 | ADO, Expos *, HCAW, Kinheim, Neptunus, Pioniers, PSV, RCH, Sparta/Feyenoord *, Twins |
| 1998          | 10 | * Expos nieuwe naam van Amsterdam Pirates; Sparta/Feyenoord is nieuwe fusie club |
| 1999          | 10 | ADO, Expos, HCAW, HSC Tilburg, Kinheim, Neptunus, Pioniers, RCH, Sparta/Feyenoord, Twins |
| 2000          | 09 | ADO, Expos, HCAW, Kinheim, Neptunus, Pioniers, RCH, Sparta/Feyenoord, Xanthos (HSC Tilburg t.z.t.) |
| 2001          | 10 | ADO, Almere'90 *, Expos, HCAW, Kinheim, Neptunus, Pioniers, PSV, RCH-Pinguins *, Sparta/Feyenoord |
| 2001          | 10 | * Almere'90 nieuwe naam van Xanthos Amsterdam; RCH-Pinguins is nieuwe fusie club |
| 2002          | 10 | Almere'90, HCAW, Kinheim, Neptunus, Pioniers, Pirates *, PSV, RCH-Pinguins, Sparta/Feyenoord, Tornado's * |
| 2002          | 10 | * (Amsterdam) Pirates weer nieuwe naam van Expos; Tornado's nieuwe naam van ADO |
| 2003          | 10 | Almere'90, HCAW, Kinheim, Neptunus, Pioniers, Pirates, PSV, Sparta/Feyenoord, Tornado's *, Twins |
| 2004          | 09 | Almere'90, HCAW, Kinheim, Neptunus, Pioniers, Pirates, Sparta/Feyenoord, Tornado's, Twins (PSV t.z.t.) |
| 2005          | 08 | Almere'90, HCAW, Kinheim, Neptunus, Pioniers, Pirates, Sparta/Feyenoord, Tornado's |
| 2006          | 08 | ADO *, Almere'90, HCAW, Kinheim, Neptunus, Pioniers, Pirates, Sparta/Feyenoord |
| 2006          | 08 | * ADO weer nieuwe naam van Tornado's |
| 2007          | 09 | ADO, Almere'90, HCAW, Kinheim, Neptunus, Pioniers, Pirates, RCH-Pinguins, Sparta/Feyenoord |
| 2008          | 08 | ADO, HCAW, Kinheim, Neptunus, Pioniers, Pirates, RCH-Pinguins, Sparta/Feyenoord |
| 2009          | 08 | ADO, HCAW, Kinheim, Neptunus, Pioniers, Pirates, RCH-Pinguins, Sparta/Feyenoord |
| 2010          | 08 | ADO, Almere'90, HCAW, Kinheim, Neptunus, Pioniers, Pirates, Sparta/Feyenoord |
| 2011          | 08 | ADO, HCAW, Kinheim, Neptunus, Pioniers, Pirates, Sparta/Feyenoord, UVV |
| 2012          | 08 | ADOLakers *, HCAW, Kinheim, Neptunus, Pioniers, Pirates, Sparta/Feyenoord, UVV |
| 2012          | 08 | * ADOLakers nieuwe fusieclub tussen sv ADO en sv Losdun Lakers |
| 2013          | 08 | ADOLakers, The Hawks, HCAW, Kinheim, Neptunus, Pioniers, Pirates, UVV |
| 2014          | 08 | ADOLakers, The Hawks, HCAW, Kinheim, Neptunus, Pioniers, Pirates, UVV |
| 2015          | 08 | DSS, The Hawks, HCAW, Kinheim, Neptunus, Pioniers, Pirates, UVV |
| 2016          | 08 | DSS, HCAW, Kinheim, Neptunus, Pioniers, Pirates, Twins, UVV |
| 2017          | 07 | DSS, HCAW, Neptunus, Pioniers, Pirates, Twins, UVV |
| 2018          | 08 | DSS, HCAW, Neptunus, Pioniers, Pirates, Quick Amersfoort, Storks, Twins |
| 2019          | 08 | DSS, HCAW, Neptunus, Pioniers, Pirates, Quick Amersfoort, Storks, Twins |
| 2020          | 08 | DSS/Kinheim, HCAW, Neptunus, Pioniers, Pirates, Quick Amersfoort, Storks, Twins |
| 2021          | 08 | DSS/Kinheim, HCAW, Neptunus, Pioniers, Pirates, Quick Amersfoort, Storks, Twins |
| 2022          | 09 | DSS/Kinheim, HCAW, Neptunus, Pioniers, Pirates, Quick Amersfoort, RCH-Pinguins, Storks, Twins |
| 2023          | 09 | DSS/Kinheim, HCAW, Neptunus, Pioniers, Pirates, Quick Amersfoort, RCH-Pinguins, Twins, UVV |
| 2024          | 09 | DSS/Kinheim, HCAW, Neptunus, Pioniers, Pirates, Quick Amersfoort, RCH-Pinguins, Twins, UVV |
| 2025          | 08 | HCAW, Kinheim, Neptunus, Pioniers, Pirates, RCH-Pinguins, Twins, UVV |

Amsterdam Pirates · Curaçao Neptunus · DSS/Kinheim · HCAW · Oosterhout Twins · Hoofddorp Pioniers · RCH-Pinguins · UVV
Holland Series